# Wolf-Dietrich Leers
Wolf-Dietrich Leers (* 9. August 1927 in Halle (Saale); † 3. September 1986 in Toronto) war ein deutsch-kanadischer Infektiologe und Versicherungsmediziner.

## Leben
Leers’ Eltern waren der Rechtsanwalt und Notar Dr. iur. Walter Rudolf Leers und seine Frau Lieselotte geb. Gülland. Er besuchte die Oberschule für Jungen in Aschersleben und die Franckeschen Stiftungen. Nachdem er 1946 in Halle das Abitur gemacht hatte, studierte er an der Georg-August-Universität Medizin. Im November 1949 renoncierte er beim Corps Hannovera Göttingen. Als Inaktiver wechselte er an die Albert-Ludwigs-Universität Freiburg, wo er als Consenior auch beim Corps Hasso-Borussia aktiv wurde. Er beendete das Studium an der Julius-Maximilians-Universität Würzburg und wurde am 13. September 1955 zum Dr. med. promoviert. Danach war er drei Jahre Assistenzarzt im Universitätskrankenhaus Hamburg-Eppendorf und am Städtischen Krankenhaus in Verden. Im Juni 1958 ging er nach Ontario. Er graduierte auch zum naturwissenschaftlichen Ph.D. und wurde Facharzt für Infektiologie. Als Associate Professor und Fellow des Royal College of Physicians of Canada leitete er die Abteilung für Mikrobiologie am Wellesley Hospital in Toronto. Zugleich war er Ärztlicher Direktor mehrerer Versicherer (Colonia Life, Pennsylvania Life, Commercial Union). Im Alter von 59 Jahren mit einem Sportflugzeug abgestürzt, verbrannte er in den Trümmern. Er hinterließ seine Frau Ilse-Gabriele geb. Kahmann und ? Kinder. Sein Schwiegervater war Jenenser Franke.
Leers gehörte der Freimaurer-Loge University Lodge No. 496 in Toronto an und stiftete testamentarisch ein Stipendium zum Studium der medizinischen Wissenschaften an der University of Toronto, das von der Loge zu seinem Andenken 1989 erstmals verliehen wurde.